# Chlorphoxim
Chlorphoxim ist ein Pflanzenschutzwirkstoff aus der Gruppe der Insektizide. Außerdem ist Chlorphoxim ein Cholinesterase-Hemmer und ein Neurotoxin.

## Eigenschaften
In einer Studie wurde die Wirkung von Chlorphoxim zur Bekämpfung von Flöhen bei Känguru-Ratten und Hispid-Baumwollratten untersucht. Dabei erwies sich Chlorphoxim als wirksam.
Im Rahmen einer weiteren Studie wurde die Wirkung von einigen Insektiziden an bestimmten Vorratsschädlingen untersucht. Während Phoxim, Bioresmethrin und Fenitrothion eine sehr starke Wirkung gegen den rotbraunen Reismehlkäfer zeigten, fiel die Insektizidwirkung von Chlorphoxim und Permethrin dagegen nur sehr gering aus.

## Synthese
Die Synthese von Chlorphoxim ist in der folgenden Reaktionssequenz beschrieben:

## Handelsnamen
Ein Pflanzenschutzmittel mit dem Wirkstoff Chlorphoxim wird unter dem Handelsnamen Baythion vermarktet.

## Zulassung
In der Europäischen Union sowie der Schweiz sind keine Pflanzenschutzmittel zugelassen, die Chlorphoxim enthalten.